# Traer (Iowa)
Traer es una ciudad ubicada en el condado de Tama en el estado estadounidense de Iowa. En el Censo de 2010 tenía una población de 1703 habitantes y una densidad poblacional de 555,82 personas por km².

## Geografía
Traer se encuentra ubicada en las coordenadas 42°11′27″N 92°27′51″O / 42.19083, -92.46417. Según la Oficina del Censo de los Estados Unidos, Traer tiene una superficie total de 3.06 km², de la cual 3.06 km² corresponden a tierra firme y (0%) 0 km² es agua.

## Demografía
Según el censo de 2010, había 1703 personas residiendo en Traer. La densidad de población era de 555,82 hab./km². De los 1703 habitantes, Traer estaba compuesto por el 98% blancos, el 0.18% eran afroamericanos, el 0.23% eran amerindios, el 0.35% eran asiáticos, el 0.06% eran isleños del Pacífico, el 0.12% eran de otras razas y el 1.06% pertenecían a dos o más razas. Del total de la población el 0.82% eran hispanos o latinos de cualquier raza.